# Skeikampen
Skeikampen és una muntanya situada al municipi de Gausdal, al comtat d'Innlandet, Noruega. Hi ha una instal·lació d'esquí alpí a la muntanya amb 11 remuntadors i 17 pistes, així com un camp de golf de 18 forats, el més elevat de Noruega. El perfil de la muntanya es representa en l'escut d'armes del municipi de Gausdal.